# Aleksej Drozdov
Aleksej Vasiljevitj Drozdov (ryska: Алексей Васильевич Дроздов), född den 3 december 1983 i Brjansk, är en rysk friidrottare som tävlar i mångkamp.
Drozdov deltog vid VM 2005 och slutade där tia i tiokampen. Året efter blev han bronsmedaljör vid EM 2006 i Göteborg. Han deltog även vid VM 2007 där han slutade på en fjärde plats. Däremot blev Olympiska sommarspelen 2008 en missräkning och han blev bara tolva.

## Personligt rekord
- Tiokamp - 8 475 poäng